# Bonson (Loire)
Bonson település Franciaországban, Loire megyében. Lakosainak száma 4478 fő (2022. január 1.). Bonson Saint-Cyprien, Andrézieux-Bouthéon, Saint-Marcellin-en-Forez, Saint-Just-Saint-Rambert és Sury-le-Comtal községekkel határos.

## Népesség
A település népességének változása:
| Lakosok száma | 1096 | 2566 | 3880 | 3710 | 3715 | 3747 | 3889 | 4093 | 4215 | 4478 |
|               | 1968 | 1982 | 1990 | 2006 | 2013 | 2015 | 2017 | 2019 | 2020 | 2022 |